# Гюргево (община Ковин)
Вижте пояснителната страница за други значения на Гюргево.
Гюргево (на сръбски: Скореновац или Skorenovac; на унгарски: Székelykeve; на немски: Skorenowatz) е село, разположено в община Ковин, Южнобанатски окръг на Автономна област Войводина, Република Сърбия.
Най-близките градове са Ковин - 6 км, Панчево - 30 км и Белград – 46 км.

## История
Село Гюргево е основано през 1869 между село Банатски Брестовац и река Дунав. Селото е основано от унгарски семейства (Palóc), които идват от: Банатско Ново Село (Újfalu), Арменовци (Ürményháza) и Шандорфалва (Sándorfalva), имало е и няколко семейства, дошли от околността на Сегед (Szeged) и Банатски Душановац (Szőlősudvarnok/Rogendorf). В Гюргево през 1869 година е имало 396 души население. По-късно, през 1883 година, идват 645 секеи, и така общото население на Гюргево наброява около 2000 души. През този период, поради отсъствието на диги около реката, всяка година Дунав е излизал от коритото си и е нанасял големи щети на селото и обработваемото му землище. Тази постоянна заплаха от наводнения кара жителите му да се преместят на друго място. Малка група от тях се преселват в Иваново.
Новото село Гюргево е основано през 1886 година, по времето на Франц Йосиф I - император на Австро-Унгария, и е носило името Секейкеве (Székelykeve). Основното население на селото са заселилите се секеи, дошли от Буковина. Заедно с тях в Гюргево се заселват и известен брой немски семейства от Пландище (Zicsifalva) и Плочице (Plosic) и банатски български семейства от Стар Бешенов.
Според унгарската статистика от 1910 година броят на българите в Гюргево е бил 400 души. Данни, предоставени през 1935 година на българския пълномощен министър в Белград Димо Казасов, посочват 120 български къщи или 500 българи в Гюргево. По това време църквата в селото е обща за българи и унгарци. До 1934 година всяка трета неделя в нея се служи на банатски български. През 1936 година кмет на селото е българинът Франц Ганчов, чийто баща също е бил кмет.
Исторически названия на района:
- Zkorenovetz Terra – (1412)
- Zkorenocz Puszta -
- Villa Regalis – (1428)

Названия на селото:
- Гюргево – българско име, дадено му при основаването на селото (1869-1883)
- Надьдьордфалва (Nagygyörgyfalva) – „Голямо Гюргево“ (1883 - 1886)
- Скореновац (Skorenowatz) – (използвано от немците през различни периоди)
- Секейкеве – (Székelykve) – (1886-1922)
- Скореновац (Skorenovac) – (от 1922)

## Население
| Година | Брой | унгарци | немци  | българи | сърби | словаци | югославяни |
| 1890   | 2510 | Н/П     | Н/П    | Н/П     | Н/П   | Н/П     | 0,00%      |
| 1910   | 4541 | 73,31%  | 11,94% | 9,69%   | 1,26% | 2,53%   | 0,00%      |
| 1921   | 4195 | 81,83%  | 7,34%  | 10,27%  | 0,36% | 0,05%   | 0,00%      |
| 1948   | 4465 | 84,46%  | 0,70%  | 11,22%  | 3,18% | 0,05%   | 0,00%      |
| 1991   | 3213 | 80,36%  | 0,15%  | 2,53%   | 9,40% | 0,03%   | 3,36%      |
| 2002   | 2501 | 86,71%  | 0,07%  | 2,99%   | 5,47% | 0,00%   | 1,04%      |

## Празници и обичаи
- Свети Стефан (Szent István) – селски празник „Кирбай“, който се празнува всяка година на 20 август.
- Машкаре (Farsang) – карнавален празник, който се провежда през февруари. На него младежите от селото се маскират в животински кожи, носят звънци и гонят „злите духове“. Веселбата на младежите продължава през цялата нощ. Този празник е особено почитан до към 60-те години на 20 век.
- Баба Марта – обичай, тачен преди всичко от банатските българи в селото.

## Личности
- Дани Золтан - единственият човек в света, под командването на който е свален американски изтребител, изработен по технологията „Стелт“
- Лука Узун – адвокат, просветен деец на банатските българи, редактор на вестник „Банатски български гласник“, издаван в Темешвар
- Тамаш Юнг (1911- 1992) - епископ
- Золи Шебешчан - бивш футболист на Байер Леверкузен
- Ерне Комароми – футболист